# Daniela Crudu
Daniela Crudu (n. 14 iunie 1989, București, România) cunoscută și sub numele de Cruduța este o asistentă TV și model Playboy din România. 
Crudu a ajuns cunoscută publicului românesc prin intermediul matinalului 'Neatza cu Răzvan și Dani unde timp de 3 ani a avut rolul de „vecină”.

## Viața și cariera
Daniela Crudu s-a născut pe 14 iunie 1989 în București, România. A absolvit Liceul Teoretic Dimitrie Bolintineanu din București. În adolescență, Crudu a fost animatoare în mai multe cluburi din țară, dar și din străinătate, reușind să devină una dintre cele mai bine plătite animatoare din capitală. În 2012 aceasta a absolvit Facultatea de Jurnalism din cadrul Universității Spiru Haret din București.
Crudu a intrat pentru prima oară în atenția presei datorită „Prințului Rațiu” (proxenetul Andrei Valentin Prisecaru) prin intermediul Școlii de modelling Prince d'Armeny unde a câștigat titlul de „Cel mai sexy fotomodel din România”. 
În martie 2009, Crudu a apărut în revista Playboy, fapt care i-a crescut popularitatea astfel încât aceasta a ajuns să prezinte lenjerie pentru brand-uri cunoscute. 
Timp de trei ani, Crudu a jucat rolul de „vecină” în cadrul matinalului  'Neatza cu Răzvan și Dani  difuzat pe Antena 1. În ianuarie 2011, în urma unui scandal cu interlopul Leo de la Strehaia, Crudu a fost concediată de la  'Neatza cu Răzvan și Dani deoarece imaginea acesteia nu mai era în concordanță cu exigențele matinalului. Tot în ianuarie 2011, Crudu a devenit asistenta lui Dan Capatos în emisiunea Un Show Păcătos, difuzată pe același post de televiziune. La începutul anului 2013, Crudu a părăsit emisiunea din cauza crizelor de gelozie făcute de iubitul ei, fotbalistul Mihai Costea. După această demisie, Crudu a fost asistentă în cadrul emisiunii Superbingo Metropolis, iar mai apoi la Xtra Night Show.
În 2015, Crudu a fost „burlăcița” în cadrul reality show-ului Burlăcița difuzat pe Antena 1. La finalul emisiunii, Crudu l-a ales ca partener pe Valentin Gene, dar relația acestora a ținut doar câteva luni.
Crudu a mai participat și la emisiuni precum Vaporul iubirii, Poftiți pe la noi, Splash! Vedete la apă și Asia Express.

## Premii și nominalizări
| An   | Premiu            | Categorie                | Recipient     | Rezultat     |
| ---- | ----------------- | ------------------------ | ------------- | ------------ |
| 2009 | Premiile TV Mania | "Cea mai sexy vedetă TV" | Daniela Crudu | Nominalizare |